# Chiesa di San Bernardino da Siena (Roncadelle)
La chiesa di San Bernardino da Siena è la parrocchiale di Roncadelle, in provincia e diocesi di Brescia; fa parte della zona pastorale di Travagliato.

## Storia
Nella seconda metà del Quattrocento sorse la primitiva chiesetta dedicata a san Bernardino, che era passato per Roncadelle nel 1422: essa andò a sostituire una precedente cappelletta duecentesca.

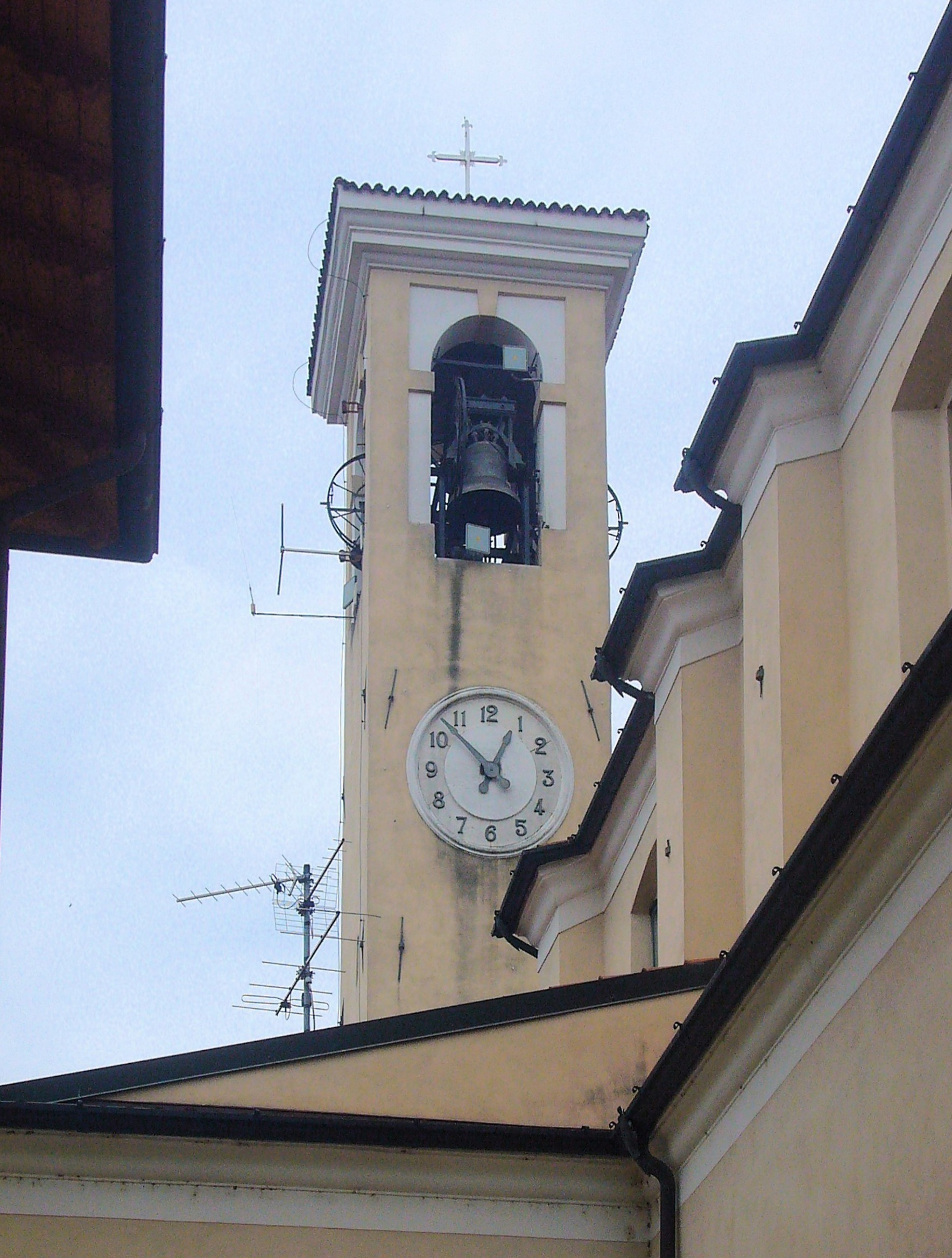
Il campanile.

Tra il 1525 e il 1540 questo edificio venne ampliato e affrescato dal Romanino e, in questa occasione, nel 1531 fu eretto il campanile; il 3 giugno 1565 il vescovo di Brescia Durante Duranti impartì la consacrazione.
Nel 1580 l'arcivescovo di Milano Carlo Borromeo, durante la sua visita, trovò che la parrocchiale, dotata di tre altari e inserita nella vicaria di Travagliato, aveva come filiale l'oratorio di Santa Giulia e che il numero dei fedeli era pari a 577.
Nel 1668 iniziò la ricostruzione della chiesa: sebbene i lavori strutturali fossero già stati portati a termine entro la fine del XVII secolo, l'edificio poté dirsi completato solo nel 1711.
Tra il 1933 e il 1935 la parrocchiale venne ampliata mediante la realizzazione, in sostituzione del registro inferiore della facciata, di un avancorpo che si protende nel sagrato.
Negli anni settanta si procedette all'esecuzione dell'adeguamento liturgico secondo le usanze postconciliari mediante l'aggiunta dell'altare rivolto verso l'assemblea e dell'ambone e la rimozione delle balaustre che delimitavano il presbiterio.

## Descrizione

### Esterno

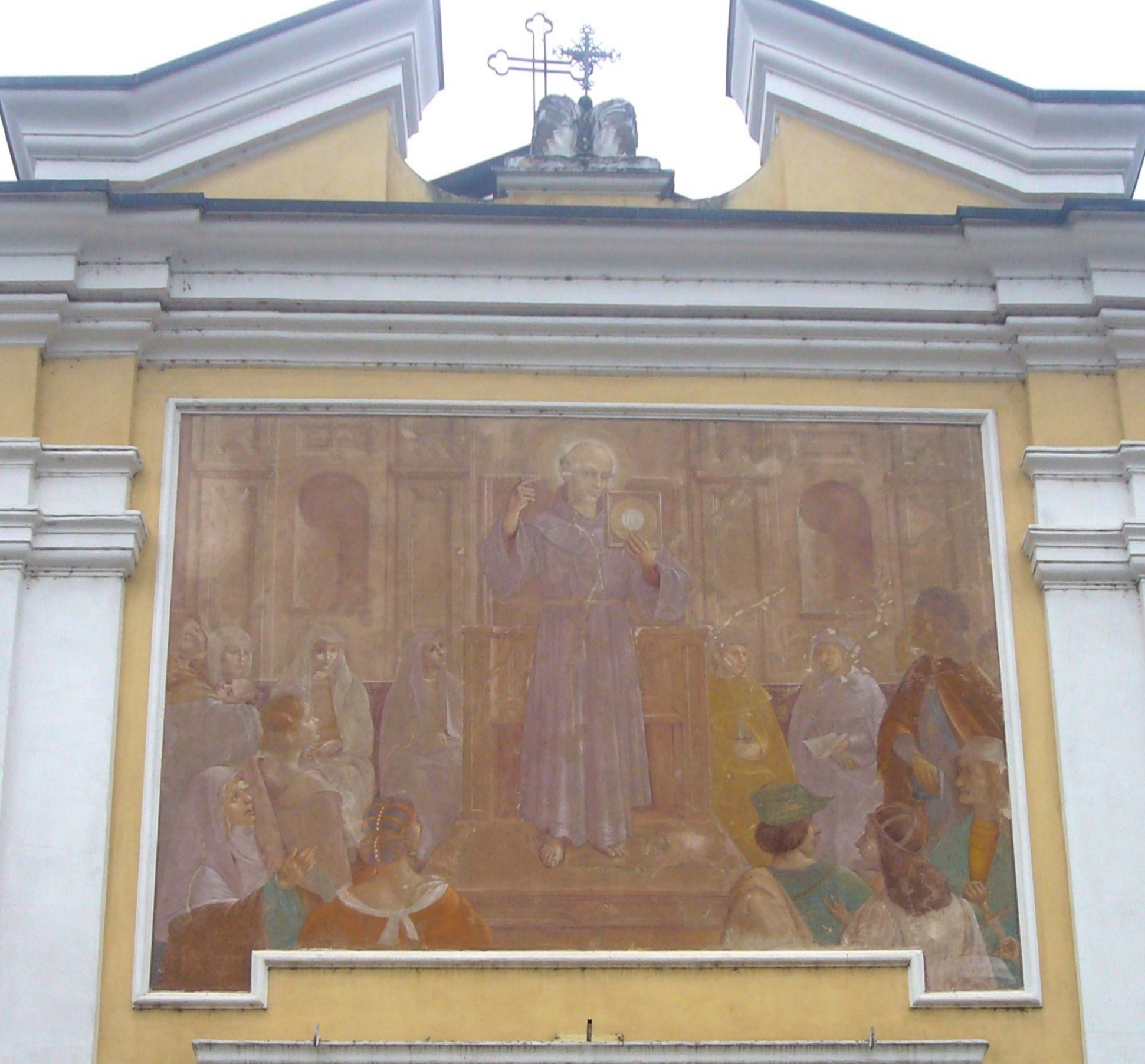
Il dipinto della facciata.

La facciata a capanna della chiesa, rivolta a levante e scandita da lesene, è suddivisa in due registri: quello inferiore è preceduto da un avancorpo in cui vi sono il portale d'ingresso e un dipinto con soggetto San Bernardino, mentre quello superiore è caratterizzato da una finestra e coronato dal timpano di forma triangolare.
Annesso alla parrocchiale è il campanile a base quadrata, la cui cella presenta su ogni lato una monofora a tutto sesto ed è coperta dal tetto a quattro falde.

### Interno
L'interno dell'edificio si compone di un'unica navata, sulla quale si affacciano otto cappelle laterali, introdotte da archi a tutto sesto, e le cui pareti sono scandite da lesene con capitelli dorici sorreggenti la trabeazione modanata e aggettante sopra la quale si imposta la volta a botte; al termine dell'aula si sviluppa il presbiterio, rialzato di alcuni gradini e chiuso dall'abside.
Qui sono conservate diverse opere di pregio, tra le quali il quadro con soggetto Sant'Antonio di Padova guarisce un giovane travolto da un toro, risalente al XVIII secolo, il Crocifisso in legno policromo, intagliato nel Seicento, la pala ritraente la Madonna col Bambino tra i Santi Sebastiano e Rocco, attribuita a Camillo Rama, le due tele raffiguranti la Madonna col Bambino insieme ai Santi Bernardino, Domenico, Sebastiano e Rocco e la Nativià, eseguite dal Romanino, il dipinto che rappresenta il Padre Eterno con l'Immacolata Concezione insieme ai Santi Anna e Gioacchino, firmato da Agostino Salloni, il fonte battesimale in marmo bianco, costruito nel 1555, e un'ancona in marmo in cui è racchiusa la statua di San Giuseppe.